# Holometabolismo

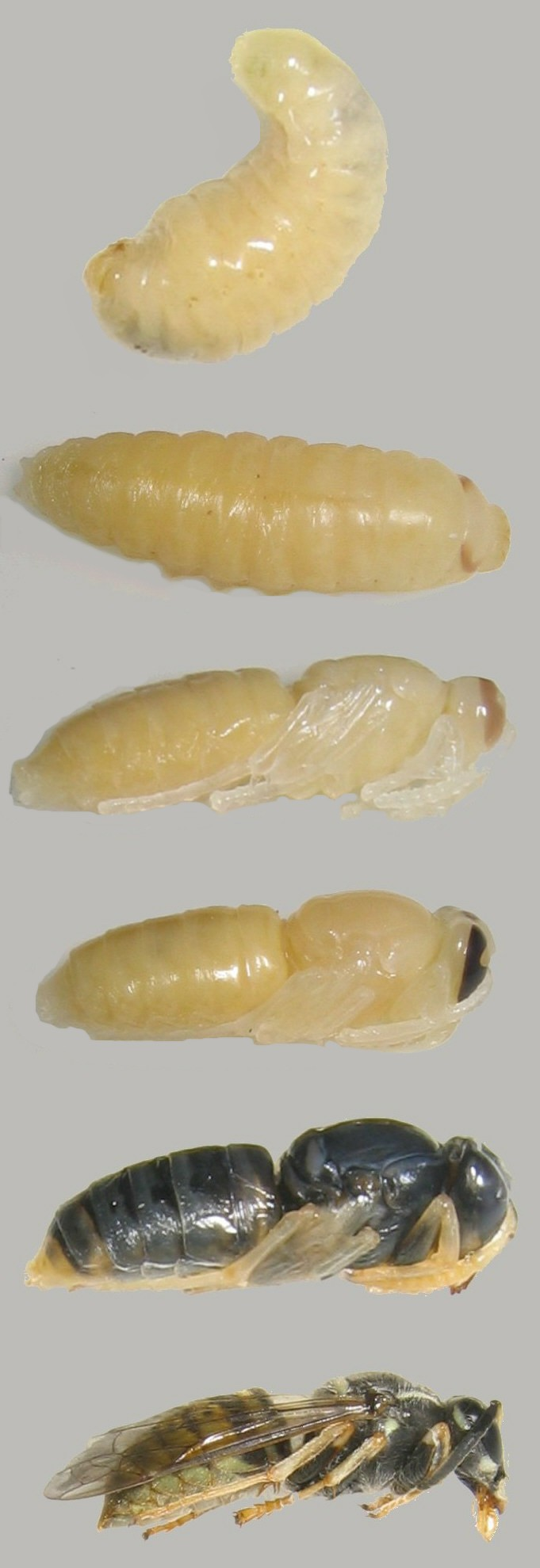
Diferentes estadios del desarrollo postembrionario de un himenóptero. 1. larva. 2. prepupa. 3,4,5. pupa, diferentes edades. 6. adulto

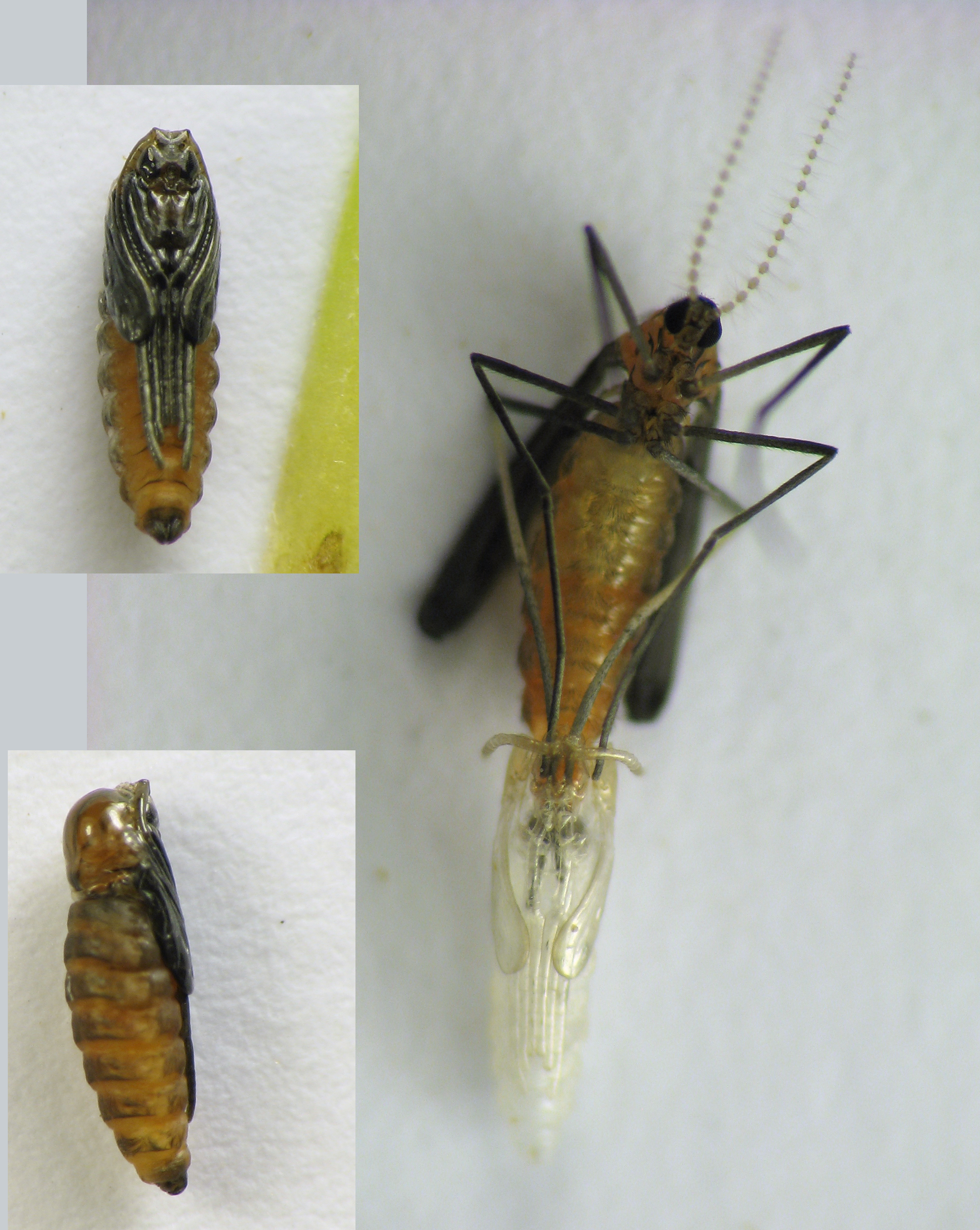
Rhopalomyia solidaginis, pupa y adulto.

El holometabolismo, holometabolía o metamorfosis completa o complicada es un tipo de desarrollo característico de los insectos superiores, en el que se suceden las fases de embrión, larva, pupa e imago (adulto). Los insectos con este tipo de desarrollo se denominan holometábolos.
En todas las especies aladas, las alas están presentes solo en los imagos o adultos. Los insectos con este tipo de metamorfosis son llamados endopterigotas, que quiere decir alas internas, porque los esbozos de las alas están dentro del cuerpo durante los estadios larvales de desarrollo. En los insectos hemimetábolos, en cambio, los esbozos de alas constituyen brotes externos del tórax durante tales estadios y por ello son llamados exopterygotas.
La etapa embrionaria tiene lugar dentro del huevo. Las larvas y la pupas son los estadios preimaginales ("que preceden al imago") o inmaduros. Las larvas son muy distintas del adulto, tanto por lo que refiere a su anatomía como a su ecología. Mudan varias veces para crecer. El paso de larva a adulto requiere una serie de cambios drásticos que ocurren durante la fase de pupa, que es un estadio inmóvil intermedio entre larva e imago. Estos cambios incluyen la diferenciación de los tejidos y órganos del adulto y la destrucción de los de la larva. Los adultos no mudan (excepto el preimago de los efemerópteros).
Los insectos holometábolos se agrupan en el superorden Endopterygota, que incluye los siguientes órdenes:
- Raphidioptera
- Megaloptera
- Neuroptera (leones de hormigas)
- Mecoptera (moscas escorpión)
- Coleoptera (escarabajos, cascarudos)
- Siphonaptera (pulgas)
- Diptera (moscas, mosquitos)
- Trichoptera (frigáneas)
- Lepidoptera (mariposas y polillas)
- Hymenoptera (abejas, avispas, hormigas)

Extintos
- Miomoptera
- Protodiptera

## Casos especiales

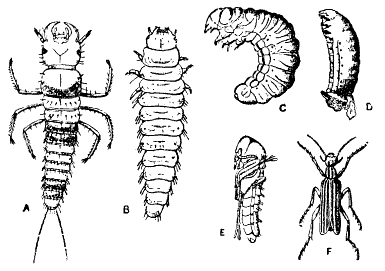
Ejemplo de hipermetamorfosis en el escarabajo Epicauta vittata
A - Triungulino.
B – Estadio larval 2.
C - Estadio larval 3.
D - Prepupa.
E - Pupa.
F – Imago.

### Hipermetamorfosis
En algunos coleópteros parásitos, como los Meloidae, y en Strepsiptera, tiene lugar un tipo especial de metamorfosis llamado hipermetabolismo o hipermetamorfosis en el que aparecen estadios larvarios con características muy diferentes a lo largo del desarrollo.
También se da en otros grupos de insectos, incluyendo algunas familias de himenópteros parasíticos, familias Eucharitidae y Perilampidae.